# Systolederus japonicus
Systolederus japonicus är en insektsart som beskrevs av Ichikawa 1994. Systolederus japonicus ingår i släktet Systolederus och familjen torngräshoppor. Inga underarter finns listade i Catalogue of Life.